# Flórina
Flórina vagy régies magyar nevén Lerin (görögül Φλώρινα) 16 ezer fős kisváros Görögországban, Nyugat-Makedóniában. A város egy völgyben helyezkedik el, alig 20 km-re a észak-macedón határtól. Mottója: Ahol Görögország kezdődik. A város központja a róla elnevezett prefektúrának, lakossága 2001-es adatok szerint 16 771.

## Neve
A város korábbi, bizánci neve Χλέρινον (Chlérinon, "tele zöld vegetációval") a görög χλωρός  chlōrós, "üde" vagy "zöld vegetáció") elnevezésből ered. Néha a nevet latin formában használták: Florinon, ami vegetációt jelent. A török hódoltság alatt mindkét formát használták. A mai görög neve a φλωρός (florós) szóból ered, ami a χλωρός a makedón dialektusban. A szláv elnevezés, Lerin egy bizánci görög névből ered. Ez az elnevezés a magyarba a szerb nyelven keresztül jutott be.